# Nakoruru
Nakoruru (ナコルル) é uma personagem fictícia da série de videogames Samurai Shodown, desenvolvida pela SNK. Ela é considerada uma dos mais reconhecidos personagens da série e também a
"mascote" (junto com Haohmaru). Desde sua primeira introdução em Samurai Shodown, ela participa de todos os títulos da série — mas não é selecionável no jogo Samurai Shodown: Warriors Rage (PlayStation). Seu alter-ego, Rera (レラ), estreou no jogo de PC e de Dreamcast "Nakoruru: Ano Hito kara no Okurimono" e mais tarde foi incorporada nos jogos de luta pelo jogo Samurai Shodown V.

## História
Irmã de Rimururu
, o papel de Nakoruru no jogo é ser defensora da Mãe Natureza como uma sacerdote da religião Ainu. Esta ideia veio de uma percepção japonesa dos Ainu indígenas, que vivem ao redor de Hokkaido, Japão. Neste caso, Ainus são retratados de uma maneira análoga a como os Nativos americanos nos Estados Unidos da América são retratados em outras mídias, fazendo com que mostre que eles reverenciam a natureza e coexistem pacificamente com ela. Mantendo sua personalidade, Nakoruru também foi usada como um mascote para as campanhas de conscientização pela natureza da SNK em 1994. Ela se tornou a guerreira Kamui de Kamui Kotan após a morte de seu pai e continua a empenhar-se neste papel ao longo da série (mesmo tendo assumido a forma humana após sua morte). Em Samurai Shodown II, ela torna-se parte da natureza, perdendo sua vida humana, para melhor protegê-la. Em Samurai Shodown: Warriors Rage (PlayStation), ela torna-se o "espírito santo que viaja pelo tempo" de uma maneira que lembra um Koro-pok-guru. Impossibilitada de assumir sua forma original, ela pede ao jogador para acordar o Maiden of Light (em português: "Donzela da Luz"), Rimururu, que foi selada por Oboro.

### Rera
Rera (レラ) é baseada numa troca de paleta de cores de Nakoruru (notado pela sua aparência maléfica durante suas poses de vitória em Samurai Shodown e imagens após ser escolhida com esta segunda paleta em Samurai Shodown II, III e IV). Os produtores admitiram terem baseado sua personalidade na forma Bust de Nakoruru. É dito que Nakoruru suprimiu este lado dela mesma já que Rera pensava que matar seria necessário para proteger a natureza. Ela funde-se com sua origem após perceber que lutar não soluciona tudo e soluções pacíficas podem ser feitas. Ela pode fisicamente controlar Nakoruru, mas só tem o feito quando Nakoruru se sente reticente para matar seus inimigos. Rera participa novamente da série nos jogos Samurai Shodown V Special e Samurai Shodown VI.

## Estilo de luta
Ela luta com um kodachi, e, dependendo da forma, uma águia chamada Mamahaha (na forma Slash) ou um lobo chamado Shikuru (na forma Bust e, mais tarde, com Rera) a ajuda durante as lutas. Para compensar o curto alcance de sua arma, os jogadores devem usar de sua velocidade para punir seus oponentes. Ela também pode recuperar-se de seus golpes um pouco mais rápido que os outros personagens, fazendo com que seja mais fácil executar seus ataques "bata e corra" durante as lutas. Para balanceá-la com o resto do elenco, sua força é um pouco menor do que a dos outros lutadores. Sua lista de golpes geralmente incorpora ataques com um pouco mais de alcance que projeta ela ou sua companhia animal contra seus adversários, fazendo com que seu alcance de ataques não seja limitado a sua espada. Ela também pode refletir projéteis com seu golpe Kamui Ryuusei.

## Recepção na mídia e fama
A SNK também criou um programa de ação social para crianças usando Nakoruru e a estrela de Fatal Fury, Terry Bogard, como os mascotes do programa.
Nakoruru é uma personagem especial em vários dos CDs de drama da série, tendo seu próprio CD.[carece de fontes?]
Ela também é um membro na banda de imagem dos personagens da SNK, Band of Fighters.
Sendo uma personagem popular, Nakoruru possui vários figurinos feitos em sua imagem de várias participações nos videogames.

## Personagens e jogos relacionados

### Personagens
- Haohmaru
- Rimururu
- Galford D. Weller

### Jogos
- Nakoruru: Ano Hito kara no Okurimono
- Todos os jogos da série Samurai Shodown, exceto o Samurai Shodown: Warriors Rage (Playstation)
- The King of Fighters '95 (secreta, versão de Game Boy)
- The King of Fighters 2000 (como a striker alternativa de Yuri Sakazaki)
- Capcom vs. SNK
- Capcom vs. SNK 2
- SNK vs. Capcom: The Match of the Millennium
- Neo Geo Battle Coliseum[16]
- SNK Gals' Fighters
- Neo Geo Tennis Coliseum (jogo de celular) [17][18]
- Days of Memories: Oedo Love Scroll[19][20]